# 芝麻灣懲教所及芝新懲教所

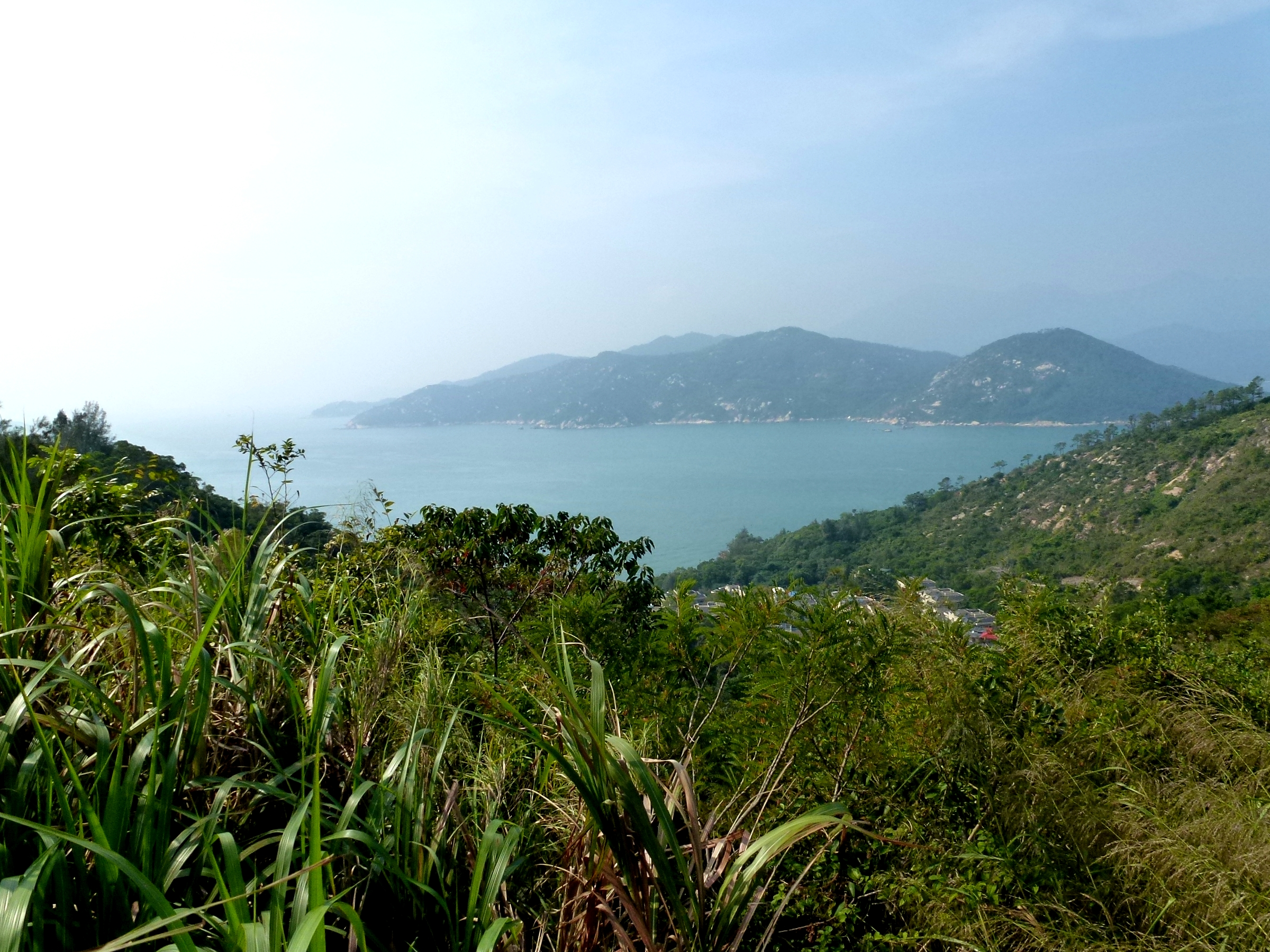
兩間懲教所所在的芝麻灣半島

芝麻灣懲教所（英語：Chi Ma Wan Correctional Institution）及芝新懲教所（英語：Chi Sun Correctional Institution）皆是香港懲教署轄下的女性懲教院所，位於離島區大嶼山芝麻灣半島東部芝麻灣道，鄰近芝麻灣碼頭的地方。懲教署在芝麻灣的懲教設施可追溯至1956年芝麻灣監獄的啟用，其後因香港越南船民問題，將芝麻灣監獄改建成難民營，之後越南船民增多，署方在原監獄旁邊加建臨時營舍。隨著港府遣返船民，這兩處難民營分別變回芝麻灣懲教所及改為芝麻灣戒毒所，而芝麻灣戒毒所在2005年再改為芝新懲教所。由於女性懲教院所收容量不足，署方決定將兩間懲教所的女性犯人調遷到擴充完成的羅湖懲教所，並於2010年關閉以待重建。

## 簡介
芝麻灣懲教所是懲教署的一所中度設防的女子懲教所，位於芝麻灣道333號。於2007年，芝麻灣懲教所有338個收容額，收納人次為433人，即是超額收容。而芝新懲教所是一所低度設防的女子懲教所，位於芝麻灣道303號。芝新懲教所原本作為芝麻灣戒毒所，曾是香港法例第244D章的《戒毒所（芝麻灣戒毒所）令》指定的戒毒所，於2005年改為普通的懲教所並更名，芝新懲教所在2007年有278個收容額，收納人次為352人，同樣有超收情況。

## 歷史
芝麻灣懲教所的所在地原為華民政務司署社會局（今社會福利署）開設的殘疾人士護理院。1955年，懲教署前身——監獄署接管這間護理院，開展重建工程，並於翌年完成，是首間開放式監獄。顧名思義，開放式監獄是沒有鐵絲網圍牆的營房，而且犯人能在職員帶領下走出倉門，一般會去幫忙植林或修築附近道路，1966年啟用的塘福監獄也採用開放式監獄設計。
到1970年代後期，逃到香港的越南船民大增，但容納他們的地方嚴重不足，造成無處容身之窘境，有見於此，香港政府物色市區空置區域和郊外等地方闢作難民營。1979年2月，一艘載著約2,700名船民的「天運號」駛到西區檢疫站，港府最初拒絕讓他們登岸，並將其扣留在南丫島附近海域接近半年，可是船民對港府安排失去耐性，最後在6月尾趁惡劣天氣切斷錨鏈，結果船隻撞向礁石擱淺，船民乘機登岸成功。港府被迫再次尋找安置場所，其中芝麻灣監獄被選中，監獄署於是將裡面的犯人遷出，騰出空間改建成芝麻灣羈留中心（當時通稱上營）。之後因應船民日漸增多，署方在芝麻灣監獄西北面的足球場，即現時的芝新懲教所所在地，再加建一些臨時營舍（當時通稱下營）預留予船民，並於1982年刊憲正式運作。同年，港府收緊難民政策，芝麻灣的船民營舍變更為禁閉營，不許難民出營，並於7月1日正式生效。1989年8月，港府計劃強制遣返在芝麻灣的船民，引起船民抗議。同年11月，該營發生騷亂，懲教署在派員作例行巡查時，船民誤以為是來挑選當然遣返船民，於是群起襲擊，警方接報到場後曾使用151枚催淚彈及12枚木彈平息，結果造成33名警員和9名懲教署職員受傷，另有10名船民受傷，27名船民被捕。
隨着港府繼續對船民有秩序遣返，芝麻灣兩座船民營的人數減少，懲教署在1992年計劃將船民營改回作懲教用途。改建工程在1994年完成，難民營上營改回芝麻灣懲教所，而下營成為芝麻灣戒毒所。前者收容成年女犯，後者收容14歲以上被判需參與「強迫戒毒計劃」的女犯人。自2002年起，所有被判接受戒毒所治療的犯人都集中送往喜靈洲，同年署方亦成立芝蘭更生中心，設於芝麻灣戒毒所內。到2005年，懲教署重組女性懲教院所，將芝麻灣戒毒所內的犯人調往喜靈洲戒毒所附屬中心，並將戒毒所改為普通懲教所，易名為芝新懲教所，同時將芝蘭更生中心遷到大潭峽懲教所內。
由於女性犯人不斷上升，造成女性懲教院所收容量不足。其中芝新懲教所在超收問題下空間嚴重不足，高峰期時床位曾一度排至囚倉倉門，增加犯人之間摩擦。而時任懲教署長郭亮明也表示，芝麻灣兩間院所因為原本非設計為監獄，加上設施老化及不能擴展，亦難以另覓新址，所以計劃在羅湖懲教所2010年擴充工程完成，及將兩間懲教所的女性犯人調遷那裡後拆卸重建。懲教署在2009年向離島區議會提交重建計劃書，文件顯示署方會改建一間中度設防和一間低度設防院所，各提供400個收容額，亦增設多媒體教育中心、工場、輔導室等設施，涉資達25.8億港元，預計在2014年落成。此外，古物古蹟辦事處亦在該處進行考古相關田野調查，指出在芝新懲教所內發現有唐代文化遺存，建議在重建前讓考古人員進行考古搶救發掘。2010年，羅湖懲教所如期落成，署方先後於5月及7月，將芝新懲教所和芝麻灣懲教所的犯人遷到羅湖懲教所，兩間院所因而關閉。不過，重建工程未有開展，至今仍暫時作職員實景訓練場。
2023年8月15日，兩名YouTuber涉擅自闖入已停止運作的芝麻灣及芝新懲教所「探廢」及拍攝，被控一項「侵入公共機關管轄或管理的物業單位」罪。

## 鄰近
- 芝麻灣
- 十塱水塘
- 基督教正生書院

## 外部連結
- 懲教署：設施概覽 （页面存档备份，存于）